# 로버트 핑크 (수영 선수)
로버트 핑크(영어: Robert Finke, 1999년 11월 6일~)는 미국의 수영 선수로 주 종목은 자유형이다. 2020년 하계 올림픽 남자 자유형 800m와 1500m 종목에서 금메달을 획득했으며 2022년 세계 수영 선수권 대회에서도 금메달 2개를 획득했다. 현재 남자 자유형 800m 미국 기록과 1500m 세계 기록을 보유하고 있다.